# Ceratomyxa nolani
Ceratomyxa nolani là một loài động vật thân nhớt ký sinh ở túi mật của các loài thuộc họ Cá mú, hiện diện tại rạn san hô Great Barrier. Loài này được ghi nhận lần đầu trên loài cá mú đá, Epinephelus quoyanus.